# کنج عافیت
حاشیه امن، محدودهٔ آسایش یا پهنهٔ آسایش (به انگلیسی: Comfort Zone) یک وضعیت رفتاری است که در آن فرد با مسائل و چیزهای آشنا سروکار دارد و اوضاع تحت کنترل و مدیریت اوست. در این وضعیت فرد اضطراب و فشار روانی کمی احساس کرده و سعی می‌کند که با عدم فعالیت و ریسک پذیری زیاد، شرایط ثابت خود را حفظ کند.
شخصیت فرد با کنج راحتی که برای خودش دارد قابل توصیف است. کنج راحتی، نشان دهنده مرزهای روانی است که فرد برای ایجاد امنیت دور خود می‌کشد و سعی می‌کند بیرون از آن قدم نگذارد.
برای بیرون رفتن از این مرزها، فرد باید رفتارها و تجارب جدیدی را امتحان کند و اجازه دهد که محیط به آنها پاسخ دهد.
منطقه امن زندگی به فضایی اشاره دارد که در آن افراد احساس راحتی و امنیت می‌کنند، اما این احساس می‌تواند مانع پیشرفت و موفقیت آن‌ها شود. در این منطقه، افراد تمایل به تغییر یا مواجهه با چالش‌های جدید ندارند و به همین دلیل، ممکن است از فرصت‌های مهم زندگی خود دور بمانند.منطقه امن به حالتی روانی اطلاق می شود که در آن فرد احساس راحتی می کند و محیط خود را تحت کنترل دارد و سطوح پایینی از اضطراب و استرس را تجربه می کند. این حالت با آشنایی و قابل پیش بینی بودن مشخص می شود و به افراد اجازه می دهد بدون چالش یا خطرات قابل توجهی کار کنند.
در دنیای امروز، مفهوم “منطقه امن” به عنوان مکانی برای آرامش و امنیت شناخته می‌شود. اما گاهی اوقات، این تصور می‌تواند فریبنده باشد و به یک منطقه خطرناک تبدیل شود.زندگی در یک منطقه امن می‌تواند منجر به انزوا و تنهایی شود. عدم ارتباط با دیگران می‌تواند احساس ناامنی و اضطراب را افزایش دهد.
در این منطقه، فرد با چالش‌های جدید مواجه نمی‌شود و به همین دلیل، رشد شخصی و حرفه‌ای او متوقف می‌ماند.افراد در این فضا احساس امنیت می‌کنند، اما این احساس می‌تواند به وابستگی و ترس از تغییر تبدیل شود. وابستگی به روال زندگی روزمره و ترس از تغییر آن، می‌تواند انسان را در منطقه‌ای به نام “منطقه امن زندگی” محصور کند. آشنایی ،کنترل و پایین بودن اضطراب سه ویژگی اصلی “منطقه امن” است.
یکی از مثال‌های خوب برای بیرون رفتن از کنج راحتی، استعفا از شغلی آزاردهنده است که فرد از ترس مشکلات آتی و عدم امنیت، آن را رها نمی‌کند.